# Skocznia (Warszawa)
Skocznia lub Puławska-Skocznia – osiedle w dzielnicy Mokotów w Warszawie.

## Położenie i charakterystyka
Osiedle Skocznia położone jest na stołecznym Mokotowie, na terenie obszaru Miejskiego Systemu Informacji Ksawerów. Znajduje się w rejonie ulic Cieszyńskiej i Czerniowieckiej, niedaleko ulicy Puławskiej, na skraju skarpy warszawskiej, na terenie, gdzie wcześniej znajdowała się wieś Szopy Niemieckie. W założeniu miało być częścią przyszłego centrum Mokotowa.
Osiedle zostało wybudowane w latach 1968–1975. Jego nazwa pochodzi od położonej ówcześnie w sąsiedztwie skoczni narciarskiej wzniesionej pod koniec lat 50. XX w. Głównym architektem osiedla był Tadeusz Mrówczyński. Składa się z siedmiu bloków mieszkalnych: trzech osiemnastokondygnacyjnych punktowców wybudowanych w technologii monolitycznej z użyciem metody ślizgu oraz czterech dłuższych budynków o jedenastu kondygnacjach powstałych w technologii wielkopłytowej „J”. Powstał także pawilon handlowo-usługowy i oddany do użytku w 1971 roku budynek szkolny, siedziba Szkoły Podstawowej nr 33 im. Wojsk Ochrony Powietrznej Kraju. Bloki mieszkalne znajdują się pod adresami ul. Cieszyńska 1A, 2, 2A, 4, 5 oraz ul. Bukowińska 26 i 26A. Liczba mieszkań to 1020, zaplanowano je dla ponad 3 tys. mieszkańców. Powierzchnia całego osiedla to 5 ha.
Osiedle miało służyć pracownikom Ministerstwa Obrony Narodowej. Za jego realizację odpowiedzialne było Przedsiębiorstwo Budownictwa Miejskiego Południe.
Z osiedla rozciąga się widok na niżej położone tereny Dolnego Mokotowa. Według Lecha Chmielewskiego, autora „Przewodnika warszawskiego...” (1987) wysokie budynki mieszkalne widziane od wschodu po zmroku to „bez wątpienia jeden z ładniejszych widoków nowoczesnej warszawskiej architektury”.

## Galeria
| - Osiedle w 1974 roku, od strony południowo-zachodniej. Widoczna w tle skocznia narciarska i pozostałości Szop Niemieckich - Osiedle od strony południowo-wschodniej. Na pierwszym planie budynek przy ul. Cieszyńskiej 2A - Pawilon handlowo-usługowy przy ul. Cieszyńskiej 6 |